# Lista över matchresultat i Elitserien i ishockey 2011/2012
Lista över matchresultat i grundserien av Elitserien 2011/2012. Ligan inleddes den 13 september 2011 och avslutades 6 mars 2012.
| Nr | Lag             | S  | V  | O  | F  | ÖV | ÖF | SV | SF | GM  | IM  | MS  | P   |
| -- | --------------- | -- | -- | -- | -- | -- | -- | -- | -- | --- | --- | --- | --- |
| 1  | Luleå HF        | 55 | 25 | 17 | 13 | 3  | 4  | 5  | 5  | 128 | 104 | +24 | 100 |
| 2  | Skellefteå AIK  | 55 | 26 | 12 | 17 | 0  | 1  | 5  | 6  | 148 | 125 | +23 | 95  |
| 3  | HV71            | 55 | 22 | 17 | 16 | 4  | 2  | 5  | 6  | 151 | 130 | +21 | 92  |
| 4  | Brynäs IF       | 55 | 25 | 11 | 19 | 1  | 3  | 5  | 2  | 148 | 140 | +8  | 92  |
| 5  | Frölunda HC     | 55 | 22 | 16 | 17 | 3  | 4  | 5  | 4  | 140 | 113 | +27 | 90  |
| 6  | Färjestad BK    | 55 | 23 | 14 | 18 | 1  | 2  | 3  | 8  | 124 | 124 | 0   | 87  |
| 7  | AIK             | 55 | 19 | 17 | 19 | 4  | 3  | 4  | 6  | 146 | 132 | +14 | 82  |
| 8  | Modo Hockey     | 55 | 19 | 14 | 22 | 4  | 2  | 4  | 4  | 146 | 147 | −1  | 79  |
| 9  | Växjö Lakers HC | 55 | 18 | 15 | 22 | 0  | 2  | 8  | 5  | 124 | 133 | −9  | 77  |
| 10 | Linköpings HC   | 55 | 17 | 14 | 24 | 3  | 3  | 4  | 4  | 120 | 138 | −18 | 72  |
| 11 | Djurgårdens IF  | 55 | 15 | 17 | 23 | 2  | 2  | 8  | 5  | 123 | 144 | −21 | 72  |
| 12 | Timrå IK        | 55 | 10 | 14 | 31 | 4  | 1  | 4  | 5  | 115 | 183 | −68 | 52  |

Data hämtade från Svenska Ishockeyförbundet

## Matcher
| Denna tabell: visa • redigera |

| Omgång 1 - 15 september 2011 Luleå HF–Växjö Lakers HC 2–3 (2–0,0–0,0–2,0–0,0–1) 6102 COOP Arena - 15 september 2011 Modo Hockey–Frölunda HC 1–4 (1–1,0–2,0–1) 5846 Fjällräven Center - 15 september 2011 AIK–Timrå IK 5–1 (2–0,1–0,2–1) 5475 Hovet, Johanneshov - 15 september 2011 Färjestads BK–Skellefteå AIK 3–2 (0–1,1–1,1–0,0–0,1–0) 6029 Löfbergs Lila Arena - 15 september 2011 Linköpings HC–Brynäs IF 3–2 (0–1,1–1,1–0,0–0,1–0) 7714 Cloetta Center - 15 september 2011 HV 71–Djurgårdens IF 1–2 (0–0,0–1,1–1) 7000 Kinnarps Arena Omgång 2 - 17 september 2011 Skellefteå AIK–Timrå IK 2–3 (0–0,1–2,1–0,0–0,0–1) 5391 Skellefteå Kraft Arena - 17 september 2011 Brynäs IF–HV 71 3–1 (2–0,1–1,0–0) 6219 Läkerol Arena - 17 september 2011 Djurgårdens IF–Modo Hockey 1–4 (0–1,1–0,0–3) 8094 Hovet, Johanneshov - 17 september 2011 Växjö Lakers HC–Linköpings HC 2–4 (1–1,1–2,0–1) 5502 Vida Arena - 17 september 2011 Färjestads BK–AIK 1–2 (0–1,1–0,0–0,0–0,0–1) 6281 Löfbergs Lila Arena - 17 september 2011 Frölunda HC–Luleå HF 2–1 (0–1,1–0,1–0) 9210 Scandinavium Omgång 3 - 21 september 2011 Brynäs IF–Frölunda HC 0–2 (0–0,0–2,0–0) 5305 Läkerol Arena - 22 september 2011 Luleå HF–Djurgårdens IF 5–2 (2–0,1–0,2–2) 4648 COOP Arena - 22 september 2011 Modo Hockey–AIK 0–2 (0–0,0–1,0–1) 5684 Fjällräven Center - 22 september 2011 Timrå IK–Växjö Lakers HC 1–3 (0–0,0–1,1–2) 4986 E.ON Arena - 22 september 2011 Linköpings HC–Skellefteå AIK 0–4 (0–1,0–1,0–2) 5365 Cloetta Center - 22 september 2011 HV 71–Färjestads BK 6–2 (1–0,2–1,3–1) 6786 Kinnarps Arena Omgång 4 - 24 september 2011 Modo Hockey–Linköpings HC 3–2 (0–0,1–1,2–1) 5461 Fjällräven Center - 24 september 2011 Timrå IK–Djurgårdens IF 4–5 (2–0,2–2,0–3) 4414 E.ON Arena - 24 september 2011 HV 71–Luleå HF 3–2 (0–1,1–0,1–1,0–0,1–0) 6650 Kinnarps Arena - 24 september 2011 Färjestads BK–Brynäs IF 1–4 (1–2,0–2,0–0) 5616 Löfbergs Lila Arena - 24 september 2011 AIK–Frölunda HC 1–0 (0–0,0–0,0–0,0–0,1–0) 4815 Hovet, Johanneshov - 24 september 2011 Växjö Lakers HC–Skellefteå AIK 1–4 (0–1,0–2,1–1) 4752 Vida Arena Omgång 5 - 26 september 2011 Linköpings HC–AIK 5–2 (3–2,1–0,1–0) 6064 Cloetta Center - 27 september 2011 Luleå HF–Färjestads BK 2–0 (0–0,0–0,2–0) 4469 COOP Arena - 27 september 2011 Skellefteå AIK–HV 71 1–3 (0–1,0–1,1–1) 5012 Skellefteå Kraft Arena - 27 september 2011 Djurgårdens IF–Brynäs IF 2–4 (2–0,0–1,0–3) 7633 Hovet, Johanneshov - 27 september 2011 Växjö Lakers HC–Modo Hockey 4–2 (1–0,2–1,1–1) 4774 Vida Arena - 27 september 2011 Frölunda HC–Timrå IK 5–0 (1–0,3–0,1–0) 8775 Scandinavium Omgång 6 - 13 september 2011 Frölunda HC–Växjö Lakers HC 2–0 (0–0,1–0,1–0) 12044 Scandinavium - 29 september 2011 Timrå IK–Linköpings HC 4–2 (1–1,2–1,1–0) 4074 E.ON Arena - 29 september 2011 AIK–Luleå HF 0–1 (0–1,0–0,0–0) 4269 Hovet, Johanneshov - 29 september 2011 Färjestads BK–Djurgårdens IF 2–3 (0–0,0–1,2–1,0–0,0–1) 5163 Löfbergs Lila Arena - 29 september 2011 HV 71–Modo Hockey 6–1 (3–1,1–0,2–0) 6597 Kinnarps Arena - 10 oktober 2011 Brynäs IF–Skellefteå AIK 2–3 (1–2,0–0,1–1) 4581 Läkerol Arena Omgång 7 - 20 september 2011 Linköpings HC–HV 71 2–1 (0–1,0–0,2–0) 6148 Cloetta Center - 1 oktober 2011 Brynäs IF–AIK 4–3 (3–1,1–2,0–0) 6942 Läkerol Arena - 1 oktober 2011 Djurgårdens IF–Växjö Lakers HC 2–1 (0–0,2–0,0–1) 6090 Hovet, Johanneshov - 1 oktober 2011 Skellefteå AIK–Frölunda HC 3–2 (1–1,0–0,2–1) 5011 Skellefteå Kraft Arena - 1 oktober 2011 Modo Hockey–Färjestads BK 3–2 (1–1,1–1,0–0,0–0,1–0) 5906 Fjällräven Center - 1 oktober 2011 Luleå HF–Timrå IK 1–4 (0–2,1–1,0–1) 4703 COOP Arena Omgång 8 - 3 oktober 2011 Växjö Lakers HC–Brynäs IF 3–1 (0–0,0–0,3–1) 5264 Vida Arena - 4 oktober 2011 Luleå HF–Linköpings HC 3–2 (2–0,0–1,1–1) 4574 COOP Arena - 4 oktober 2011 Skellefteå AIK–Djurgårdens IF 4–2 (0–1,2–1,2–0) 4273 Skellefteå Kraft Arena - 4 oktober 2011 Timrå IK–Modo Hockey 2–5 (1–2,1–1,0–2) 6000 E.ON Arena - 4 oktober 2011 AIK–HV 71 7–8 (3–0,3–2,1–5,0–0,0–1) 3826 Hovet, Johanneshov - 4 oktober 2011 Frölunda HC–Färjestads BK 2–3 (0–2,1–0,1–0,0–1) 11296 Scandinavium Omgång 9 - 20 september 2011 Djurgårdens IF–AIK 4–2 (0–1,3–1,1–0) 13850 Ericsson Globe - 6 oktober 2011 Modo Hockey–Skellefteå AIK 1–2 (0–0,1–1,0–1) 5700 Fjällräven Center - 6 oktober 2011 Brynäs IF–Luleå HF 0–1 (0–1,0–0,0–0) 4738 Läkerol Arena - 6 oktober 2011 Färjestads BK–Växjö Lakers HC 2–3 (0–0,1–1,1–1,0–0,0–1) 5184 Löfbergs Lila Arena - 6 oktober 2011 Linköpings HC–Frölunda HC 2–1 (1–0,1–1,0–0) 5496 Cloetta Center - 6 oktober 2011 HV 71–Timrå IK 3–1 (0–0,0–0,3–1) 6533 Kinnarps Arena Omgång 10 - 8 oktober 2011 AIK–Skellefteå AIK 2–1 (1–0,0–0,1–1) 4726 Hovet, Johanneshov - 8 oktober 2011 HV 71–Växjö Lakers HC 2–3 (1–0,1–1,0–1,0–0,0–1) 7000 Kinnarps Arena - 8 oktober 2011 Frölunda HC–Djurgårdens IF 2–0 (0–0,1–0,1–0) 10507 Scandinavium - 8 oktober 2011 Luleå HF–Modo Hockey 2–1 (1–0,0–0,1–1) 5741 COOP Arena - 8 oktober 2011 Timrå IK–Brynäs IF 1–3 (0–2,0–1,1–0) 4612 E.ON Arena - 11 oktober 2011 Linköpings HC–Färjestads BK 1–0 (1–0,0–0,0–0) 5884 Cloetta Center Omgång 11 - 12 oktober 2011 Modo Hockey–Brynäs IF 4–3 (2–1,0–1,1–1,1–0) 5149 Fjällräven Center - 13 oktober 2011 Växjö Lakers HC–AIK 0–4 (0–1,0–2,0–1) 5163 Vida Arena - 13 oktober 2011 Färjestads BK–Timrå IK 1–2 (1–0,0–0,0–1,0–0,0–1) 5406 Löfbergs Lila Arena - 13 oktober 2011 Frölunda HC–HV 71 3–0 (0–0,1–0,2–0) 10181 Scandinavium - 13 oktober 2011 Skellefteå AIK–Luleå HF 3–2 (0–1,1–1,2–0) 5856 Skellefteå Kraft Arena - 13 oktober 2011 Djurgårdens IF–Linköpings HC 4–1 (2–0,0–1,2–0) 6090 Hovet, Johanneshov Omgång 12 - 15 oktober 2011 Färjestads BK–Frölunda HC 2–1 (1–1,1–0,0–0) 7566 Löfbergs Lila Arena - 15 oktober 2011 Modo Hockey–Luleå HF 3–1 (1–1,0–0,2–0) 6304 Fjällräven Center - 15 oktober 2011 Brynäs IF–Linköpings HC 2–3 (0–0,1–1,1–2) 7088 Läkerol Arena - 15 oktober 2011 HV 71–AIK 3–1 (1–0,0–1,2–0) 6766 Kinnarps Arena - 15 oktober 2011 Växjö Lakers HC–Timrå IK 3–2 (1–0,0–1,1–1,0–0,1–0) 4406 Vida Arena - 15 oktober 2011 Djurgårdens IF–Skellefteå AIK 1–3 (0–2,0–0,1–1) 7001 Hovet, Johanneshov Omgång 13 - 18 oktober 2011 AIK–Växjö Lakers HC 3–4 (0–0,2–2,1–2) 3444 Hovet, Johanneshov - 19 oktober 2011 Linköpings HC–Djurgårdens IF 2–3 (1–0,1–1,0–1,0–0,0–1) 6736 Cloetta Center - 20 oktober 2011 Luleå HF–Brynäs IF 5–6 (1–2,2–2,2–1,0–0,0–1) 5783 COOP Arena - 20 oktober 2011 Skellefteå AIK–Modo Hockey 4–3 (3–1,1–2,0–0) 4739 Skellefteå Kraft Arena - 20 oktober 2011 Timrå IK–Färjestads BK 1–2 (0–1,1–0,0–1) 4636 E.ON Arena - 20 oktober 2011 HV 71–Frölunda HC 4–3 (1–0,2–3,0–0,1–0) 7000 Kinnarps Arena Omgång 14 - 11 oktober 2011 Frölunda HC–AIK 3–2 (0–0,2–0,0–2,1–0) 7566 Scandinavium - 22 oktober 2011 Skellefteå AIK–Linköpings HC 0–2 (0–1,0–1,0–0) 5617 Skellefteå Kraft Arena - 22 oktober 2011 Timrå IK–HV 71 5–6 (2–3,0–3,3–0) 3612 E.ON Arena - 22 oktober 2011 Växjö Lakers HC–Färjestads BK 1–4 (0–1,0–1,1–2) 5287 Vida Arena - 22 oktober 2011 Brynäs IF–Modo Hockey 5–2 (2–0,1–1,2–1) 6789 Läkerol Arena - 22 oktober 2011 Djurgårdens IF–Luleå HF 1–3 (0–1,1–0,0–2) 6936 Hovet, Johanneshov Omgång 15 - 24 oktober 2011 Frölunda HC–Luleå HF 3–2 (2–1,0–1,1–0) 10775 Scandinavium - 25 oktober 2011 Färjestads BK–Linköpings HC 3–0 (0–0,1–0,2–0) 6395 Löfbergs Lila Arena - 25 oktober 2011 Modo Hockey–Växjö Lakers HC 0–2 (0–0,0–1,0–1) 5415 Fjällräven Center - 25 oktober 2011 Brynäs IF–Timrå IK 6–5 (2–2,2–2,1–1,0–0,1–0) 5332 Läkerol Arena - 25 oktober 2011 HV 71–Skellefteå AIK 2–1 (1–1,0–0,0–0,1–0) 6634 Kinnarps Arena - 14 november 2011 AIK–Djurgårdens IF 5–0 (2–0,1–0,2–0) 11428 Ericsson Globe Omgång 16 - 27 oktober 2011 Skellefteå AIK–Färjestads BK 2–3 (1–1,1–1,0–0,0–0,0–1) 4527 Skellefteå Kraft Arena - 27 oktober 2011 Timrå IK–AIK 3–4 (1–1,1–1,1–1,0–0,0–1) 4088 E.ON Arena - 27 oktober 2011 Djurgårdens IF–HV 71 2–3 (0–1,2–0,0–2) 6390 Hovet, Johanneshov - 27 oktober 2011 Växjö Lakers HC–Luleå HF 3–2 (3–1,0–0,0–1) 5021 Vida Arena - 27 oktober 2011 Linköpings HC–Modo Hockey 3–2 (0–2,2–0,0–0,0–0,1–0) 6400 Cloetta Center - 27 oktober 2011 Frölunda HC–Brynäs IF 5–1 (2–0,1–1,2–0) 11231 Scandinavium Omgång 17 - 29 oktober 2011 Luleå HF–Skellefteå AIK 2–0 (1–0,0–0,1–0) 6300 COOP Arena - 29 oktober 2011 AIK–Brynäs IF 0–4 (0–1,0–2,0–1) 6385 Hovet, Johanneshov - 29 oktober 2011 Färjestads BK–HV 71 1–5 (0–2,1–0,0–3) 8381 Löfbergs Lila Arena - 29 oktober 2011 Linköpings HC–Växjö Lakers HC 2–1 (0–1,0–0,1–0,1–0) 7512 Cloetta Center - 29 oktober 2011 Modo Hockey–Djurgårdens IF 1–2 (1–0,0–0,0–1,0–1) 6373 Fjällräven Center - 29 oktober 2011 Timrå IK–Frölunda HC 3–1 (1–0,0–1,2–0) 4008 E.ON Arena Omgång 18 - 1 november 2011 Färjestads BK–Luleå HF 2–1 (1–0,0–1,1–0) 7342 Löfbergs Lila Arena - 1 november 2011 Skellefteå AIK–AIK 4–3 (1–0,3–3,0–0) 4841 Skellefteå Kraft Arena - 1 november 2011 Modo Hockey–Timrå IK 4–2 (0–1,3–1,1–0) 7032 Fjällräven Center - 1 november 2011 Brynäs IF–Växjö Lakers HC 5–2 (3–1,2–0,0–1) 6090 Läkerol Arena - 1 november 2011 Djurgårdens IF–Frölunda HC 2–3 (0–0,2–1,0–1,0–0,0–1) 7546 Hovet, Johanneshov - 1 november 2011 HV 71–Linköpings HC 4–1 (1–0,2–0,1–1) 6924 Kinnarps Arena Omgång 19 - 3 november 2011 Timrå IK–Skellefteå AIK 1–3 (1–1,0–0,0–2) 4409 E.ON Arena - 3 november 2011 Brynäs IF–Djurgårdens IF 3–2 (1–0,1–0,0–2,0–0,1–0) 7453 Läkerol Arena - 3 november 2011 AIK–Färjestads BK 3–2 (0–1,2–0,1–1) 4602 Hovet, Johanneshov - 3 november 2011 Växjö Lakers HC–HV 71 2–4 (2–0,0–0,0–4) 5325 Vida Arena - 3 november 2011 Linköpings HC–Luleå HF 1–2 (1–1,0–0,0–1) 6869 Cloetta Center - 3 november 2011 Frölunda HC–Modo Hockey 6–3 (0–2,4–0,2–1) 11688 Scandinavium Omgång 20 - 5 november 2011 Skellefteå AIK–Växjö Lakers HC 3–2 (1–1,1–1,0–0,0–0,1–0) 5407 Skellefteå Kraft Arena - 5 november 2011 Djurgårdens IF–Timrå IK 3–0 (2–0,1–0,0–0) 6940 Hovet, Johanneshov - 5 november 2011 Färjestads BK–Modo Hockey 3–1 (0–1,2–0,1–0) 7889 Löfbergs Lila Arena - 5 november 2011 HV 71–Brynäs IF 3–4 (1–3,1–0,1–1) 7000 Kinnarps Arena - 5 november 2011 Frölunda HC–Linköpings HC 1–2 (1–2,0–0,0–0) 11027 Scandinavium - 5 november 2011 Luleå HF–AIK 2–0 (0–0,0–0,2–0) 5233 COOP Arena Omgång 21 - 15 november 2011 Växjö Lakers HC–Frölunda HC 3–1 (2–0,1–0,0–1) 5241 Vida Arena - 16 november 2011 Djurgårdens IF–Färjestads BK 5–1 (2–1,3–0,0–0) 7125 Hovet, Johanneshov - 16 november 2011 Skellefteå AIK–Brynäs IF 1–3 (0–1,1–0,0–2) 4731 Skellefteå Kraft Arena - 17 november 2011 Modo Hockey–HV 71 4–3 (1–0,1–1,1–2,0–0,1–0) 5235 Fjällräven Center - 17 november 2011 Timrå IK–Luleå HF 2–3 (0–1,1–0,1–1,0–0,0–1) 4834 E.ON Arena - 5 januari 2012 Linköpings HC–AIK 3–1 (1–0,1–0,1–1) 7710 Cloetta Center Omgång 22 - 18 november 2011 Brynäs IF–Färjestads BK 0–1 (0–1,0–0,0–0) 7153 Läkerol Arena - 18 november 2011 Växjö Lakers HC–Djurgårdens IF 3–4 (0–0,1–2,2–1,0–0,0–1) 5247 Vida Arena - 18 november 2011 Frölunda HC–Skellefteå AIK 3–1 (0–0,2–1,1–0) 11255 Scandinavium - 19 november 2011 AIK–Modo Hockey 2–4 (1–1,0–2,1–1) 6008 Hovet, Johanneshov - 19 november 2011 Linköpings HC–Timrå IK 1–4 (0–1,1–1,0–2) 6151 Cloetta Center - 19 november 2011 Luleå HF–HV 71 1–2 (0–1,1–0,0–0,0–1) 5227 COOP Arena Omgång 23 - 22 november 2011 Frölunda HC–Djurgårdens IF 4–3 (1–1,1–1,1–1,0–0,1–0) 10027 Scandinavium - 23 november 2011 Luleå HF–Linköpings HC 2–3 (0–2,1–0,1–0,0–0,0–1) 6003 COOP Arena - 23 november 2011 AIK–Timrå IK 5–4 (2–1,3–0,0–3) 3489 Hovet, Johanneshov - 23 november 2011 HV 71–Modo Hockey 2–4 (0–1,0–2,2–1) 6612 Kinnarps Arena - 24 november 2011 Brynäs IF–Skellefteå AIK 3–1 (1–1,1–0,1–0) 4618 Läkerol Arena - 24 november 2011 Färjestads BK–Växjö Lakers HC 6–4 (2–0,3–2,1–2) 5440 Löfbergs Lila Arena Omgång 24 - 25 november 2011 Modo Hockey–AIK 4–5 (1–2,2–3,1–0) 6530 Fjällräven Center - 25 november 2011 Timrå IK–Linköpings HC 5–3 (2–2,0–1,3–0) 4511 E.ON Arena - 25 november 2011 HV 71–Luleå HF 1–3 (1–1,0–0,0–2) 6580 Kinnarps Arena - 26 november 2011 Skellefteå AIK–Frölunda HC 4–3 (0–2,2–0,1–1,0–0,1–0) 5251 Skellefteå Kraft Arena - 26 november 2011 Färjestads BK–Brynäs IF 2–3 (0–2,1–0,1–0,0–0,0–1) 7268 Löfbergs Lila Arena - 27 november 2011 Djurgårdens IF–Växjö Lakers HC 4–2 (0–1,3–0,1–1) 6901 Hovet, Johanneshov Omgång 25 - 28 november 2011 Linköpings HC–Skellefteå AIK 3–6 (0–2,1–2,2–2) 6751 Cloetta Center - 28 november 2011 Frölunda HC–Färjestads BK 1–4 (0–1,1–0,0–3) 12044 Scandinavium - 29 november 2011 Luleå HF–Timrå IK 1–2 (0–0,1–1,0–0,0–0,0–1) 4580 COOP Arena - 29 november 2011 Brynäs IF–HV 71 4–3 (2–0,1–2,1–1) 5676 Läkerol Arena - 29 november 2011 Djurgårdens IF–Modo Hockey 3–5 (0–3,2–1,1–1) 7346 Hovet, Johanneshov - 29 november 2011 Växjö Lakers HC–AIK 1–0 (0–0,0–0,0–0,0–0,1–0) 4781 Vida Arena Omgång 26 - 1 december 2011 Skellefteå AIK–Luleå HF 2–3 (0–0,2–2,0–0,0–0,0–1) 5623 Skellefteå Kraft Arena - 1 december 2011 Modo Hockey–Frölunda HC 3–2 (0–1,2–1,0–0,1–0) 5372 Fjällräven Center - 1 december 2011 AIK–Linköpings HC 3–2 (1–1,0–1,1–0,1–0) 5325 Hovet, Johanneshov - 1 december 2011 Växjö Lakers HC–Brynäs IF 2–4 (0–1,1–2,1–1) 5140 Vida Arena - 1 december 2011 Färjestads BK–Timrå IK 2–3 (0–1,1–1,1–0,0–1) 5407 Löfbergs Lila Arena - 1 december 2011 HV 71–Djurgårdens IF 3–2 (0–1,1–0,1–1,0–0,1–0) 6623 Kinnarps Arena Omgång 27 - 3 december 2011 Luleå HF–Djurgårdens IF 4–5 (2–0,0–3,2–1,0–1) 6020 COOP Arena - 3 december 2011 Linköpings HC–HV 71 0–3 (0–1,0–1,0–1) 7936 Cloetta Center - 3 december 2011 Frölunda HC–Växjö Lakers HC 2–6 (1–2,0–2,1–2) 11918 Scandinavium - 3 december 2011 Modo Hockey–Färjestads BK 3–5 (1–2,1–0,1–3) 6429 Fjällräven Center - 3 december 2011 Timrå IK–Brynäs IF 3–1 (0–0,1–0,2–1) 4826 E.ON Arena - 4 december 2011 AIK–Skellefteå AIK 0–2 (0–1,0–1,0–0) 4513 Hovet, Johanneshov Omgång 28 - 5 december 2011 HV 71–Färjestads BK 1–3 (1–0,0–2,0–1) 6602 Kinnarps Arena - 5 december 2011 Brynäs IF–Luleå HF 1–2 (0–0,1–0,0–1,0–1) 5252 Läkerol Arena - 6 december 2011 Timrå IK–Modo Hockey 1–4 (0–1,0–2,1–1) 5828 E.ON Arena - 6 december 2011 Växjö Lakers HC–Skellefteå AIK 3–7 (1–3,2–2,0–2) 4505 Vida Arena - 6 december 2011 Linköpings HC–Frölunda HC 0–3 (0–0,0–2,0–1) 6027 Cloetta Center - 22 december 2011 Djurgårdens IF–AIK 3–2 (1–1,0–0,1–1,0–0,1–0) 13850 Ericsson Globe | Omgång 29 - 7 december 2011 Djurgårdens IF–Brynäs IF 5–2 (4–1,0–0,1–1) 7556 Hovet, Johanneshov - 8 december 2011 Växjö Lakers HC–Luleå HF 2–4 (0–2,2–0,0–2) 4558 Vida Arena - 8 december 2011 Skellefteå AIK–Timrå IK 0–2 (0–0,0–1,0–1) 4535 Skellefteå Kraft Arena - 8 december 2011 Modo Hockey–Linköpings HC 2–1 (1–0,0–0,0–1,1–0) 5185 Fjällräven Center - 8 december 2011 Färjestads BK–AIK 6–3 (1–1,2–1,3–1) 7771 Löfbergs Lila Arena - 8 december 2011 Frölunda HC–HV 71 3–4 (0–0,3–1,0–2,0–0,0–1) 11862 Scandinavium Omgång 30 - 21 november 2011 Linköpings HC–Färjestads BK 2–1 (1–0,1–0,0–1) 7294 Cloetta Center - 10 december 2011 Brynäs IF–Frölunda HC 4–3 (2–2,2–1,0–0) 8079 Läkerol Arena - 10 december 2011 AIK–Luleå HF 3–2 (1–0,2–1,0–1) 4443 Hovet, Johanneshov - 10 december 2011 Skellefteå AIK–Djurgårdens IF 8–1 (1–0,4–1,3–0) 4788 Skellefteå Kraft Arena - 10 december 2011 Växjö Lakers HC–Modo Hockey 3–4 (1–2,1–1,1–0,0–0,0–1) 5128 Vida Arena - 10 januari 2012 HV 71–Timrå IK 3–4 (1–1,1–2,1–1) 7000 Kinnarps Arena Omgång 31 - 7 november 2011 AIK–HV 71 3–4 (1–1,1–3,1–0) 3337 Hovet, Johanneshov - 11 december 2011 Frölunda HC–Luleå HF 2–3 (0–1,0–2,2–0) 9998 Scandinavium - 11 december 2011 Modo Hockey–Skellefteå AIK 3–4 (0–1,2–2,1–1) 6167 Fjällräven Center - 11 december 2011 Timrå IK–Växjö Lakers HC 1–2 (0–1,1–0,0–1) 4714 E.ON Arena - 20 december 2011 Linköpings HC–Brynäs IF 3–1 (1–1,1–0,1–0) 6667 Cloetta Center - 29 januari 2012 Färjestads BK–Djurgårdens IF 1–0 (0–0,1–0,0–0) 6468 Löfbergs Lila Arena Omgång 32 - 21 november 2011 Brynäs IF–AIK 2–4 (1–0,1–1,0–3) 4486 Läkerol Arena - 26 december 2011 Djurgårdens IF–Linköpings HC 3–1 (1–0,0–1,2–0) 7304 Hovet, Johanneshov - 26 december 2011 Luleå HF–Modo Hockey 3–2 (0–2,1–0,1–0,1–0) 5852 COOP Arena - 26 december 2011 Färjestads BK–Skellefteå AIK 3–1 (0–0,1–1,2–0) 8066 Löfbergs Lila Arena - 26 december 2011 HV 71–Växjö Lakers HC 0–2 (0–0,0–0,0–2) 7000 Kinnarps Arena - 26 december 2011 Frölunda HC–Timrå IK 2–1 (0–1,1–0,0–0,0–0,1–0) 9250 Scandinavium Omgång 33 - 28 december 2011 Luleå HF–Färjestads BK 5–3 (1–0,3–2,1–1) 5569 COOP Arena - 28 december 2011 Skellefteå AIK–HV 71 5–1 (3–0,1–0,1–1) 6001 Skellefteå Kraft Arena - 28 december 2011 Modo Hockey–Brynäs IF 2–3 (1–2,0–1,1–0) 7600 Fjällräven Center - 28 december 2011 Timrå IK–Djurgårdens IF 3–7 (1–2,0–2,2–3) 4719 E.ON Arena - 28 december 2011 AIK–Frölunda HC 6–2 (0–0,2–1,4–1) 6469 Hovet, Johanneshov - 28 december 2011 Växjö Lakers HC–Linköpings HC 1–2 (0–1,1–0,0–0,0–0,0–1) 5233 Vida Arena Omgång 34 - 30 december 2011 Skellefteå AIK–Modo Hockey 2–1 (0–0,1–0,0–1,0–0,1–0) 5849 Skellefteå Kraft Arena - 30 december 2011 Timrå IK–Färjestads BK 3–6 (1–2,0–3,2–1) 4026 E.ON Arena - 30 december 2011 Brynäs IF–Växjö Lakers HC 2–1 (1–0,1–1,0–0) 8538 Läkerol Arena - 30 december 2011 Djurgårdens IF–Luleå HF 0–3 (0–0,0–3,0–0) 7763 Hovet, Johanneshov - 30 december 2011 HV 71–Frölunda HC 4–0 (1–0,2–0,1–0) 7000 Kinnarps Arena - 10 januari 2012 AIK–Linköpings HC 3–0 (0–0,3–0,0–0) 4018 Hovet, Johanneshov Omgång 35 - 3 januari 2012 AIK–Brynäs IF 5–1 (0–0,2–1,3–0) 7719 Hovet, Johanneshov - 3 januari 2012 Frölunda HC–Linköpings HC 3–2 (0–2,2–0,1–0) 8597 Scandinavium - 5 januari 2012 Luleå HF–Skellefteå AIK 3–2 (1–1,1–1,0–0,0–0,1–0) 6122 COOP Arena - 5 januari 2012 Modo Hockey–Timrå IK 3–1 (0–0,0–0,3–1) 7397 Fjällräven Center - 5 januari 2012 Växjö Lakers HC–Djurgårdens IF 3–0 (1–0,2–0,0–0) 5225 Vida Arena - 5 januari 2012 Färjestads BK–HV 71 2–1 (0–0,0–1,1–0,0–0,1–0) 7848 Löfbergs Lila Arena Omgång 36 - 7 januari 2012 Modo Hockey–Luleå HF 3–1 (1–1,1–0,1–0) 6628 Fjällräven Center - 7 januari 2012 Brynäs IF–Färjestads BK 4–1 (1–1,2–0,1–0) 8050 Läkerol Arena - 7 januari 2012 Djurgårdens IF–Skellefteå AIK 3–2 (1–0,1–1,1–1) 8094 Hovet, Johanneshov - 7 januari 2012 Timrå IK–HV 71 1–5 (0–1,0–2,1–2) 3836 E.ON Arena - 7 januari 2012 Linköpings HC–Växjö Lakers HC 1–2 (0–0,1–0,0–2) 7517 Cloetta Center - 16 januari 2012 Frölunda HC–AIK 1–2 (0–0,0–0,1–1,0–1) 8114 Scandinavium Omgång 37 - 12 januari 2012 Färjestads BK–Modo Hockey 1–2 (0–2,1–0,0–0) 6410 Löfbergs Lila Arena - 12 januari 2012 Luleå HF–Brynäs IF 1–3 (0–1,0–1,1–1) 4538 COOP Arena - 12 januari 2012 Skellefteå AIK–Linköpings HC 3–1 (1–0,2–0,0–1) 4539 Skellefteå Kraft Arena - 12 januari 2012 Djurgårdens IF–Frölunda HC 2–3 (1–0,0–0,1–2,0–1) 6024 Hovet, Johanneshov - 12 januari 2012 Växjö Lakers HC–Timrå IK 2–1 (1–1,0–0,1–0) 4953 Vida Arena - 12 januari 2012 HV 71–AIK 2–3 (0–0,1–2,1–0,0–1) 6580 Kinnarps Arena Omgång 38 - 10 december 2011 HV 71–Linköpings HC 0–1 (0–0,0–0,0–0,0–1) 18884 Jönköping Outdoor Arena - 10 januari 2012 Brynäs IF–Djurgårdens IF 3–1 (2–0,0–1,1–0) 5767 Läkerol Arena - 14 januari 2012 Timrå IK–Skellefteå AIK 2–6 (0–2,2–3,0–1) 4754 E.ON Arena - 14 januari 2012 AIK–Modo Hockey 3–6 (1–3,1–2,1–1) 6279 Hovet, Johanneshov - 14 januari 2012 Växjö Lakers HC–Färjestads BK 4–1 (1–0,2–1,1–0) 5306 Vida Arena - 14 januari 2012 Luleå HF–Frölunda HC 2–1 (0–0,1–0,0–1,0–0,1–0) 4914 COOP Arena Omgång 39 - 18 januari 2012 Skellefteå AIK–Växjö Lakers HC 4–2 (1–0,1–1,2–1) 4528 Skellefteå Kraft Arena - 18 januari 2012 Modo Hockey–HV 71 4–1 (0–0,3–1,1–0) 5584 Fjällräven Center - 18 januari 2012 Frölunda HC–Brynäs IF 4–1 (0–0,3–0,1–1) 11225 Scandinavium - 19 januari 2012 Timrå IK–Luleå HF 1–0 (0–0,0–0,0–0,1–0) 3898 E.ON Arena - 19 januari 2012 AIK–Färjestads BK 3–0 (2–0,0–0,1–0) 4565 Hovet, Johanneshov - 19 januari 2012 Linköpings HC–Djurgårdens IF 5–0 (0–0,2–0,3–0) 7033 Cloetta Center Omgång 40 - 17 januari 2012 Djurgårdens IF–Timrå IK 3–0 (1–0,0–0,2–0) 5815 Hovet, Johanneshov - 20 januari 2012 Växjö Lakers HC–HV 71 2–1 (0–0,1–0,0–1,0–0,1–0) 5329 Vida Arena - 20 januari 2012 Frölunda HC–Modo Hockey 2–1 (0–0,2–1,0–0) 10223 Scandinavium - 21 januari 2012 Luleå HF–AIK 3–0 (1–0,0–0,2–0) 5448 COOP Arena - 21 januari 2012 Skellefteå AIK–Brynäs IF 2–1 (0–1,1–0,0–0,0–0,1–0) 5638 Skellefteå Kraft Arena - 21 januari 2012 Färjestads BK–Linköpings HC 2–3 (1–0,1–1,0–1,0–1) 7067 Löfbergs Lila Arena Omgång 41 - 24 januari 2012 Timrå IK–AIK 1–0 (0–0,0–0,0–0,1–0) 4317 E.ON Arena - 24 januari 2012 Djurgårdens IF–Färjestads BK 2–1 (0–0,1–0,0–1,0–0,1–0) 7170 Hovet, Johanneshov - 25 januari 2012 Linköpings HC–Luleå HF 1–3 (1–0,0–1,0–2) 6757 Cloetta Center - 26 januari 2012 Brynäs IF–Modo Hockey 5–3 (1–2,2–1,2–0) 6797 Läkerol Arena - 26 januari 2012 Växjö Lakers HC–Frölunda HC 2–3 (1–1,0–1,1–0,0–1) 5329 Vida Arena - 26 januari 2012 HV 71–Skellefteå AIK 3–2 (0–0,2–0,1–2) 6536 Kinnarps Arena Omgång 42 - 26 januari 2012 AIK–Djurgårdens IF 4–3 (1–1,0–0,2–2,1–0) 12079 Ericsson Globe - 27 januari 2012 Färjestads BK–Luleå HF 3–1 (0–1,3–0,0–0) 5781 Löfbergs Lila Arena - 27 januari 2012 Linköpings HC–Timrå IK 6–3 (5–1,1–2,0–0) 7508 Cloetta Center - 28 januari 2012 HV 71–Brynäs IF 2–1 (0–0,1–1,0–0,1–0) 7000 Kinnarps Arena - 28 januari 2012 Frölunda HC–Skellefteå AIK 6–1 (2–0,2–1,2–0) 10789 Scandinavium - 28 januari 2012 Modo Hockey–Växjö Lakers HC 6–2 (2–0,3–1,1–1) 6193 Fjällräven Center Omgång 43 - 30 januari 2012 Brynäs IF–Linköpings HC 4–2 (0–0,3–2,1–0) 4791 Läkerol Arena - 31 januari 2012 Luleå HF–HV 71 1–0 (0–0,0–0,0–0,0–0,1–0) 4531 COOP Arena - 31 januari 2012 Skellefteå AIK–Färjestads BK 2–0 (2–0,0–0,0–0) 4751 Skellefteå Kraft Arena - 31 januari 2012 Modo Hockey–Djurgårdens IF 1–0 (0–0,0–0,1–0) 5811 Fjällräven Center - 31 januari 2012 Timrå IK–Frölunda HC 0–4 (0–2,0–1,0–1) 4131 E.ON Arena - 31 januari 2012 AIK–Växjö Lakers HC 3–2 (0–0,2–1,0–1,0–0,1–0) 4475 Hovet, Johanneshov Omgång 44 - 16 januari 2012 Linköpings HC–Modo Hockey 7–2 (2–2,4–0,1–0) 6676 Cloetta Center - 2 februari 2012 Skellefteå AIK–AIK 2–1 (2–0,0–0,0–1) 4432 Skellefteå Kraft Arena - 2 februari 2012 Brynäs IF–Timrå IK 4–1 (2–0,1–1,1–0) 4768 Läkerol Arena - 2 februari 2012 Djurgårdens IF–HV 71 1–4 (0–0,1–2,0–2) 6429 Hovet, Johanneshov - 2 februari 2012 Luleå HF–Växjö Lakers HC 1–0 (0–0,0–0,1–0) 4162 COOP Arena - 2 februari 2012 Färjestads BK–Frölunda HC 2–3 (0–0,0–2,2–0,0–0,0–1) 6412 Löfbergs Lila Arena Omgång 45 - 4 februari 2012 Djurgårdens IF–Brynäs IF 6–3 (2–1,3–2,1–0) 8094 Hovet, Johanneshov - 4 februari 2012 Färjestads BK–Skellefteå AIK 3–0 (0–0,1–0,2–0) 7355 Löfbergs Lila Arena - 4 februari 2012 HV 71–Växjö Lakers HC 2–3 (0–1,1–1,1–0,0–0,0–1) 7000 Kinnarps Arena - 4 februari 2012 Frölunda HC–Timrå IK 6–0 (1–0,4–0,1–0) 9899 Scandinavium - 4 februari 2012 Modo Hockey–AIK 1–5 (0–2,0–2,1–1) 7233 Fjällräven Center - 4 februari 2012 Luleå HF–Linköpings HC 3–2 (1–0,1–2,1–0) 4853 COOP Arena Omgång 46 - 14 februari 2012 Växjö Lakers HC–Skellefteå AIK 4–1 (2–0,1–0,1–1) 4985 Vida Arena - 14 februari 2012 Timrå IK–Modo Hockey 1–2 (1–0,0–0,0–1,0–1) 5014 E.ON Arena - 14 februari 2012 Brynäs IF–Luleå HF 3–2 (0–1,2–0,0–1,1–0) 5383 Läkerol Arena - 14 februari 2012 AIK–HV 71 3–4 (1–2,1–1,1–0,0–0,0–1) 4218 Hovet, Johanneshov - 14 februari 2012 Linköpings HC–Färjestads BK 1–0 (1–0,0–0,0–0) 7009 Cloetta Center - 14 februari 2012 Frölunda HC–Djurgårdens IF 2–1 (0–0,2–0,0–1) 10062 Scandinavium Omgång 47 - 16 februari 2012 Luleå HF–Modo Hockey 1–4 (0–1,0–1,1–2) 4941 COOP Arena - 16 februari 2012 Skellefteå AIK–Frölunda HC 3–6 (0–2,3–2,0–2) 4877 Skellefteå Kraft Arena - 16 februari 2012 Djurgårdens IF–AIK 1–4 (1–0,0–3,0–1) 10061 Ericsson Globe - 16 februari 2012 Växjö Lakers HC–Linköpings HC 3–2 (0–1,1–1,1–0,0–0,1–0) 5250 Vida Arena - 16 februari 2012 Färjestads BK–Brynäs IF 4–1 (2–0,1–0,1–1) 6586 Löfbergs Lila Arena - 16 februari 2012 HV 71–Timrå IK 1–0 (1–0,0–0,0–0) 6771 Kinnarps Arena Omgång 48 - 18 februari 2012 Modo Hockey–Färjestads BK 0–3 (0–2,0–0,0–1) 7201 Fjällräven Center - 18 februari 2012 AIK–Linköpings HC 4–2 (2–2,1–0,1–0) 6021 Hovet, Johanneshov - 18 februari 2012 Frölunda HC–HV 71 1–2 (0–2,1–0,0–0) 12044 Scandinavium - 18 februari 2012 Timrå IK–Växjö Lakers HC 2–1 (0–0,0–1,2–0) 3782 E.ON Arena - 18 februari 2012 Luleå HF–Djurgårdens IF 2–1 (0–1,2–0,0–0) 4923 COOP Arena - 18 februari 2012 Brynäs IF–Skellefteå AIK 3–1 (1–0,1–0,1–1) 8140 Läkerol Arena Omgång 49 - 20 februari 2012 Skellefteå AIK–Timrå IK 6–0 (1–0,3–0,2–0) 4733 Skellefteå Kraft Arena - 21 februari 2012 AIK–Frölunda HC 0–1 (0–0,0–0,0–0,0–0,0–1) 4714 Hovet, Johanneshov - 21 februari 2012 Växjö Lakers HC–Modo Hockey 4–1 (0–1,2–0,2–0) 5323 Vida Arena - 21 februari 2012 Färjestads BK–Djurgårdens IF 3–0 (1–0,1–0,1–0) 6317 Löfbergs Lila Arena - 21 februari 2012 Linköpings HC–Brynäs IF 5–2 (1–1,1–0,3–1) 8067 Cloetta Center - 21 februari 2012 HV 71–Luleå HF 3–4 (0–1,1–1,2–2) 6719 Kinnarps Arena Omgång 50 - 23 januari 2012 Luleå HF–Frölunda HC 2–1 (1–1,1–0,0–0) 4446 COOP Arena - 23 februari 2012 Modo Hockey–Skellefteå AIK 3–4 (0–3,1–0,2–1) 5971 Fjällräven Center - 23 februari 2012 Timrå IK–Linköpings HC 5–4 (2–0,0–3,2–1,1–0) 4034 E.ON Arena - 23 februari 2012 Brynäs IF–HV 71 1–3 (0–0,1–2,0–1) 6115 Läkerol Arena - 23 februari 2012 Djurgårdens IF–Växjö Lakers HC 2–1 (1–0,0–0,1–1) 6245 Hovet, Johanneshov - 23 februari 2012 Färjestads BK–AIK 3–1 (1–0,2–0,0–1) 5652 Löfbergs Lila Arena Omgång 51 - 25 februari 2012 HV 71–Modo Hockey 1–5 (0–2,0–2,1–1) 7000 Kinnarps Arena - 25 februari 2012 Skellefteå AIK–Djurgårdens IF 2–3 (0–0,1–1,1–1,0–0,0–1) 5601 Skellefteå Kraft Arena - 25 februari 2012 Växjö Lakers HC–Brynäs IF 1–2 (1–0,0–1,0–1) 5329 Vida Arena - 25 februari 2012 Linköpings HC–Frölunda HC 1–5 (0–2,0–2,1–1) 7530 Cloetta Center - 25 februari 2012 Luleå HF–Färjestads BK 4–1 (1–0,1–1,2–0) 5196 COOP Arena - 26 februari 2012 AIK–Timrå IK 8–2 (3–0,2–2,3–0) 5695 Hovet, Johanneshov Omgång 52 - 27 februari 2012 Modo Hockey–Frölunda HC 3–0 (1–0,1–0,1–0) 5109 Fjällräven Center - 28 februari 2012 Luleå HF–Timrå IK 7–2 (2–1,5–0,0–1) 4590 COOP Arena - 28 februari 2012 Skellefteå AIK–HV 71 4–3 (0–0,4–1,0–2) 4733 Skellefteå Kraft Arena - 28 februari 2012 Brynäs IF–AIK 2–4 (0–1,0–1,2–2) 7027 Läkerol Arena - 28 februari 2012 Djurgårdens IF–Linköpings HC 2–1 (0–0,0–1,1–0,0–0,1–0) 8094 Hovet, Johanneshov - 28 februari 2012 Färjestads BK–Växjö Lakers HC 3–2 (1–1,0–0,2–1) 5774 Löfbergs Lila Arena Omgång 53 - 1 mars 2012 Modo Hockey–Brynäs IF 1–2 (0–0,1–1,0–0,0–0,0–1) 5708 Fjällräven Center - 1 mars 2012 Timrå IK–Djurgårdens IF 2–1 (0–0,1–0,0–1,0–0,1–0) 4403 E.ON Arena - 1 mars 2012 AIK–Luleå HF 0–1 (0–0,0–0,0–0,0–1) 5411 Hovet, Johanneshov - 1 mars 2012 Linköpings HC–Skellefteå AIK 3–2 (1–1,1–0,1–1) 7082 Cloetta Center - 1 mars 2012 HV 71–Färjestads BK 6–3 (3–0,2–1,1–2) 6902 Kinnarps Arena - 1 mars 2012 Frölunda HC–Växjö Lakers HC 1–3 (0–0,1–0,0–3) 10053 Scandinavium Omgång 54 - 3 mars 2012 Skellefteå AIK–Luleå HF 3–1 (0–1,2–0,1–0) 5830 Skellefteå Kraft Arena - 3 mars 2012 Brynäs IF–Frölunda HC 2–3 (0–0,2–1,0–2) 7990 Läkerol Arena - 3 mars 2012 Djurgårdens IF–Modo Hockey 2–1 (1–1,0–0,0–0,0–0,1–0) 8094 Hovet, Johanneshov - 3 mars 2012 Växjö Lakers HC–AIK 2–0 (0–0,1–0,1–0) 5329 Vida Arena - 3 mars 2012 Färjestads BK–Timrå IK 2–3 (1–1,1–1,0–1) 7642 Löfbergs Lila Arena - 3 mars 2012 Linköpings HC–HV 71 2–3 (1–0,0–1,1–2) 8500 Cloetta Center Omgång 55 - 6 mars 2012 Luleå HF–Växjö Lakers HC 4–1 (1–1,0–0,3–0) 4871 COOP Arena - 6 mars 2012 Modo Hockey–Linköpings HC 5–4 (1–1,1–1,2–2,0–0,1–0) 7117 Fjällräven Center - 6 mars 2012 Timrå IK–Brynäs IF 4–5 (3–0,1–3,0–2) 5657 E.ON Arena - 6 mars 2012 AIK–Skellefteå AIK 2–3 (0–0,1–1,1–1,0–0,0–1) 4852 Hovet, Johanneshov - 6 mars 2012 HV 71–Djurgårdens IF 2–1 (0–0,2–1,0–0) 6799 Kinnarps Arena - 6 mars 2012 Frölunda HC–Färjestads BK 2–3 (1–0,0–2,1–1) 11839 Scandinavium |